# BMW Série 7 (E23)
O BMW E23 é a primeira geração dos automóveis do segmento F BMW Série 7 e foi produzido de 1977 a 1986. Foi produzido em um estilo de carroceria sedã de 4 portas com motores de 6 cilindros, para substituir os sedãs BMW E3. De 1983 a 1986, um motor turboalimentado de 6 cilindros estava disponível.
Em 1986, o E23 foi substituído pelo Série 7 E32, no entanto, os modelos E23 (chamados L7) permaneceram à venda nos Estados Unidos até 1987.
No E23 foram introduzidos muitos recursos eletrônicos pela primeira vez em um BMW, incluindo um computador de bordo, indicador de intervalo de serviço, um "painel de controle de verificação" (luzes de advertência para indicar falhas do sistema ao motorista), um ditafone e sistemas complexos de controle climático. Foi também o primeiro BMW a oferecer um sistema de freios ABS, um airbag do motorista (opcional, a partir de abril de 1985) e um novo design de suspensão dianteira.